# Janusz Arabski
Janusz Arabski (ur. 24 czerwca 1939 w Siewierzu, zm. 15 września 2015) – językoznawca, pracownik naukowy Uniwersytetu Śląskiego i Wyższej Szkoły Zarządzania Marketingowego i Języków Obcych w Katowicach, członek Komitetu Językoznawstwa PAN.

## Życiorys

### Młodość
Wychowywał się w leśniczówce w Siewierzu k. Będzina. W mieście tym ukończył szkołę średnią. Studiował filologię angielską na Uniwersytecie Warszawskim. Podczas studiów otrzymał w 1964 roku stypendium z Uniwersytetu Kalifornijskiego w Los Angeles, którego owocem był dyplom Bachelor of Arts w zakresie filologii angielskiej. W 1965 roku uzyskał tytuł zawodowy magistra w rodzimej uczelni. Po studiach został zatrudniony na Uniwersytecie Adama Mickiewicza w Poznaniu, gdzie współuczestniczył w tworzeniu kierunku anglistyka.

### Kariera naukowa
W 1971 roku Janusz Arabski otrzymał stopień doktora nauk humanistycznych w zakresie językoznawstwa na podstawie dysertacji „Infinitival Constructions in English and Polish”. W 1973, po utworzeniu anglistyki na Uniwersytecie Śląskim, przeniósł się z Poznania do Katowic, uzyskując etat w nowo powstałym ośrodku. Objął tam stanowisko dyrektora Katedry Nauczania Języka Obcego. W roku 1978 uzyskał stopień naukowy doktora habilitowanego na podstawie pracy „Errors as Indications of the Development of Interlanguage”. 29 listopada 1989 roku podniesiony został do godności profesora nauk humanistycznych. W latach 1981–1987 pełnił funkcję prodziekana ds. kształcenia, a od 1985 do 2008 roku był dyrektorem instytutu Filologii Obcych.
Głównym zainteresowaniem prof. J. Arabskiego były zagadnienia angielskiego językoznawstwa stosowanego. Zajmował się zarówno problematyką przyswajania języka ojczystego przez dzieci, jak i tematami związanymi z organizacją procesu uczenia się języka obcego przez młodzież i osoby dorosłe. W swoich badaniach naukowych skupił się na psycholingwistyce, w której był polskim pionierem, glottodydaktyce, leksykografii, wymowie amerykańskiej, studiach kontrastywnych.
Wypromował 21 doktoratów, był recenzentem 20 dysertacji habilitacyjnych i 28 doktorskich.
Zorganizował Nauczycielskie Kolegium Języków Obcych w Sosnowcu, gdzie w latach 1990–1998 zajmował stanowisko dyrektora. Zaangażowany był także jako konsultant naukowy w Nauczycielskich Kolegiach Języków Obcych w Jastrzębiu-Zdroju i w Częstochowie. Współtworzył Wyższą Szkołę Zarządzania Marketingowego i Języków Obcych w Katowicach, w której w latach 1994–2005 piastował stanowisko prorektora. Zatrudniony był tam do końca życia. Pracował również w Akademii Finansów i Biznesu Vistula w Warszawie.
Prof. Janusz Arabski był uczestnikiem ponad 100 krajowych i międzynarodowych konferencji naukowych. Prowadził wykłady jako profesor wizytujący na uniwersytetach USA, Chile oraz europejskich. Zaproszono go do kilkudziesięciu uniwersytetów. Odczyty wygłaszał w Ammanie, Bagdadzie, Brisbane, Damaszku, Kuala Lumpur, Seulu, Sofii, Taipei, Tokyo, Toronto.

### Członkostwo
W latach 80. związany był z Polskim Towarzystwem Neofilologicznym. Należał do Polskiej Akademii Nauk oraz Państwowej Komisji Akredytacyjnej. Był członkiem Polskiej Akademii Nauk: Wydział I Nauk Społecznych, Wydział I Nauk Humanistycznych i Społecznych; Komitet Językoznawstwa. Pełnił funkcję prezydenta Międzynarodowego Towarzystwa Psycholingwistyki Stosowanej (ISAPL).

### Nagrody i odznaczenia
Językoznawcę uhonorowano Krzyżem Kawalerskim i Krzyżem Oficerskim Orderu Odrodzenia Polski, a następnie 26 listopada 2004 roku prof. Janusz Arabski otrzymał od Prezydenta Rzeczypospolitej Polskiej Krzyż Komandorski Orderu Odrodzenia Polski w uznaniu wybitnych zasług położonych dla rozwoju polskiej anglistyki.

### Współpraca zeSłużbą Bezpieczeństwa
12 marca 2008 roku Janusz Arabski w oświadczeniu lustracyjnym przyznał się do współpracy z organami bezpieczeństwa państwa w latach 1969–1983. Sąd Apelacyjny w Katowicach na podstawie zebranej dokumentacji i zeznań świadków orzekł, iż kontakty Arabskiego z SB były świadomym zaangażowaniem w charakterze tajnego współpracownika o pseudonimie „Arski”.

## Wybrane publikacje
- Praktyczny kurs wymowy angielskiej dla Polaków (2013)[13];
- Aspects of Culture in Second Language Acquisition and Foreign Language Learning edited by Janusz Arabski, Adam Wojtaszek (2011)[14];
- Individual learner differences in SLA edited by Janusz Arabski and Adam Wojtaszek (2011)[15];
- The acquisition of L2 phonology edited by Janusz Arabski and Adam Wojtaszek (2011)[16];
- Neurolinguistic and psycholinguistic perspectives on SLA edited by Janusz Arabski and Adam Wojtaszek (2010)[17];
- Słownik angielskich frazemów akademickich (2009)[18];
- On foreign language acquisition and effective learning (2007)[19];
- Cross-linguistic influences in the second language lexicon edited by Janusz Arabski (2006)[20];
- Pragmatics and language learning (2004)[21];
- Time for words: studies in foreign language vocabulary acquisition: International Conference on Foreign Language Acquisition (2002)[22];
- Insights into foreign language acquisition and teaching (2001)[23];
- Research on foreign language acquisition (2001)[24];
- Studies in foreign language acquisition and teaching (2000)[25];
- PASE papers in language studies: proceedings of the seventh annual conference of the Polish Association for the Study of English, Szczyrk, May 1998 (1999)[26];
- Czasowniki angielskie: słownik (1997)[27];
- Foreign language acquisition studies (1996)[28];
- Przyswajanie języka obcego i pamięć werbalna (1996)[29];
- On Foreign Language Learning: selected papers (1989)[30];
- Wymowa amerykańska (1987)[31];
- O przyswajaniu języka drugiego (obcego) (1985)[32];
- Spoken English: conversation units for second year university students (1982)[33];
- Errors as indications of the development of interlanguage (1979)[34];
- Spoken English: conversation units for first year university students (1976)[35];
- Spoken English: instructor’s manual (1976)[36].